# Quartiere di Porta Santo Spirito
Il quartiere di Porta Santo Spirito è uno dei quattro quartieri in cui è suddivisa la città di Arezzo.
Altresì noto come "quartiere della Colombina" (dalla presenza, nell'emblema, della Colomba dello Spirito Santo), dispiega colori giallo e blu e partecipa alla Giostra del Saracino, che si svolge due volte all'anno nella città toscana.